# Kedungsari (Sukajadi)
Kedungsari is een bestuurslaag in het regentschap Pekanbaru van de provincie Riau, Indonesië. Kedungsari telt 6768 inwoners (volkstelling 2010).